# Barreiros (Viseu)
Barreiros é uma povoação portuguesa do Município de Viseu que foi sede da extinta Freguesia de Barreiros, freguesia que tinha 5,19 km² de área e 300 habitantes (2011), e, por isso, uma densidade populacional de 57,8 hab/km².
Em 2013, no âmbito da Lei n.º 11-A/2013, foi extinta e o seu território inserido na então criada União das Freguesias de Barreiros e Cepões com sede em Cepões.

## População
| População da Freguesia de Barreiros | População da Freguesia de Barreiros | População da Freguesia de Barreiros | População da Freguesia de Barreiros | População da Freguesia de Barreiros | População da Freguesia de Barreiros | População da Freguesia de Barreiros | População da Freguesia de Barreiros | População da Freguesia de Barreiros | População da Freguesia de Barreiros | População da Freguesia de Barreiros | População da Freguesia de Barreiros | População da Freguesia de Barreiros | População da Freguesia de Barreiros | População da Freguesia de Barreiros |
| ----------------------------------- | ----------------------------------- | ----------------------------------- | ----------------------------------- | ----------------------------------- | ----------------------------------- | ----------------------------------- | ----------------------------------- | ----------------------------------- | ----------------------------------- | ----------------------------------- | ----------------------------------- | ----------------------------------- | ----------------------------------- | ----------------------------------- |
| 1864                                | 1878                                | 1890                                | 1900                                | 1911                                | 1920                                | 1930                                | 1940                                | 1950                                | 1960                                | 1970                                | 1981                                | 1991                                | 2001                                | 2011                                |
| 462                                 | 493                                 | 571                                 | 600                                 | 627                                 | 632                                 | 673                                 | 591                                 | 652                                 | 731                                 | 541                                 | 513                                 | 397                                 | 334                                 | 300                                 |

## Património
- Pelourinho de Barreiros